# Bosansko Grahovo
Bosansko Grahovo es una municipalidad y localidad de Bosnia y Herzegovina. Se encuentra en el cantón 10, dentro del territorio de la Federación de Bosnia y Herzegovina. La capital de la municipalidad de Bosansko Grahovo es la localidad homónima.

## Localidades
La municipalidad de Bosansko Grahovo se encuentra subdividida en las siguientes localidades:
- Bastasi
- Crnac (Bosansko Grahovo)
- Crni Lug (Bosansko Grahovo)
- Donje Peulje
- Donji Kazanci
- Donji Tiškovac
- Duler
- Gornje Peulje
- Gornji Kazanci
- Grkovci
- Isjek
- Jaruga (Bosansko Grahovo)
- Kesići
- Korita (Bosansko Grahovo)
- Luka (Bosansko Grahovo)
- Maleševci
- Malo Tičevo
- Marinkovci
- Mračaj (Bosansko Grahovo)
- Nuglašica
- Obljaj
- Pečenci
- Peći
- Preodac
- Pržine
- Radlovići
- Resanovci
- Stožišta
- Ugarci (Bosansko Grahovo)
- Uništa
- Veliko Tičevo
- Vidovići (Bosansko Grahovo)
- Zaseok
- Zebe

## Demografía
En el año 2009 la población de la municipalidad de Bosansko Grahovo era de 2 102 habitantes. La superficie del municipio es de 780 kilómetros cuadrados, con lo que la densidad de población era de 2,7 habitantes por kilómetro cuadrado.